# فردایی بهتر
فردایی بهتر (به انگلیسی: A Better Tomorrow) یک فیلم اکشن هنگ کنگی به کارگردانی جان وو با بازی چو یون فات محصول سال ۱۹۸۶ است. این فیلم تأثیر عمیقی بر اکشن سینمای هنگ کنگ داشت و به عنوان یک فیلم برجسته شناخته شده‌است که الگوی ژانر خونریزی قهرمانانه را تعیین می‌کند.

## داستان
دربارهٔ دو بردار است که یکی از آنها فارغ‌التحصیل آکادمی پلیس هنگ کنگ است و دیگری در باند قاچاق مواد مخدر کار می‌کند و بردار پلیس وقتی می‌فهمد که برادرش خلافکار است تلاش می‌کند او را اصلاح کند….